# Frìttuli

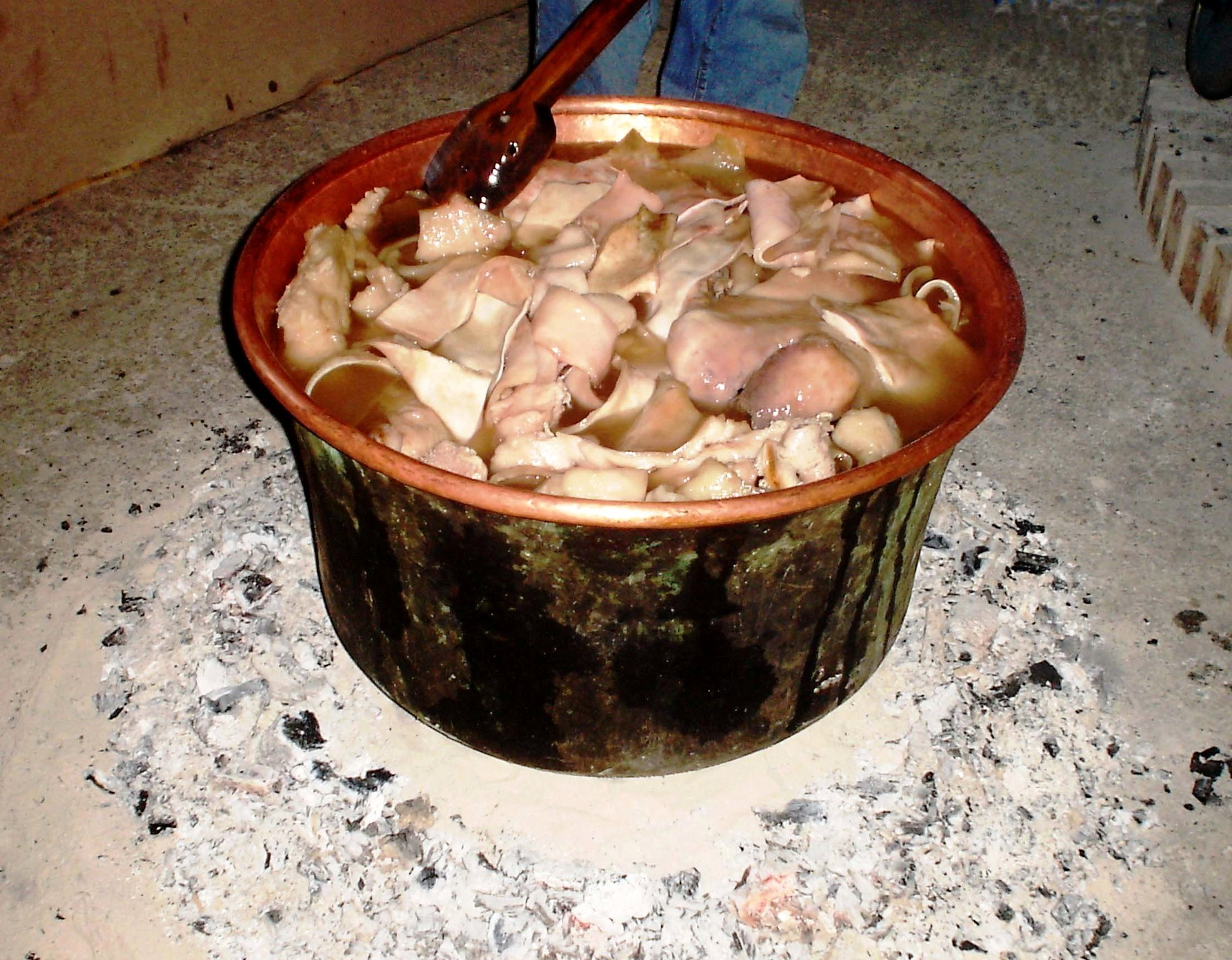
Frittole sendo preparado em um "caddàra"

Frittole (comumente conhecido como "Frittuli"), é um prato tradicional feito de partes de porco na cidade de Reggio Calabria e na província circundante. Curcùci também é feito o processo de preparação. Frittola ("frittula") é um prato semelhante servido em Palermo, na Sicília, feita a partir de bezerro em vez de carne de porco.
Seu preparo vem da pele de porco (semelhante ao torresmo) e outras partes menos nobres desse animal (tais como pescoço, bochechas, língua, orelhas, focinho, rins, etc.) com a banha, para dar sabor. O guia de viagem Lonely Planet descreve-o como uma sopa feita de carne, tutano e gordura.

## Galeria

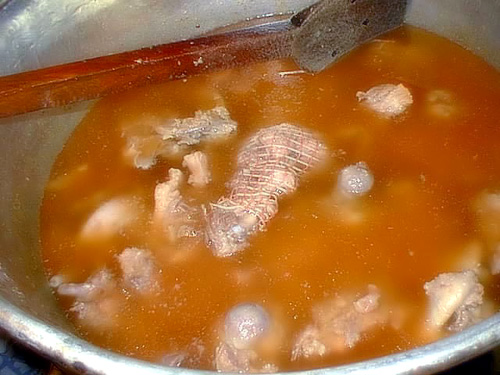
Frittole being cooked
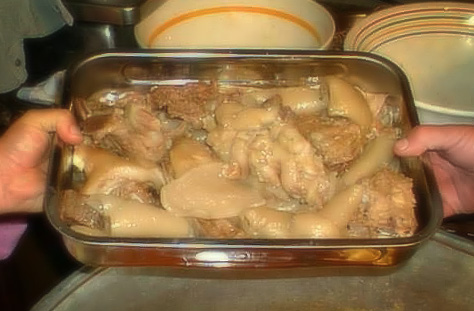
Frittole após o cozimento